# Smallanthus macroscyphus
Smallanthus macroscyphus là một loài thực vật có hoa trong họ Cúc. Loài này được (Baker ex Baker) A.Grau miêu tả khoa học đầu tiên năm 1999.